# زوي جونستون
زوي جونستون (بالإنجليزية: Zoë Johnston)‏ هي مغنية مؤلفة بريطانية، ولدت في 1976.

## وصلات خارجية
- زوي جونستون على موقع ميوزك برينز (الإنجليزية)
- زوي جونستون على موقع ديسكوغز (الإنجليزية)